# フォンダシオン・ルイ・ヴィトン
フォンダシオン ルイ・ヴィトンは、フランスのパリにあるルイ・ヴィトンによる財団の美術館。

## 沿革・概要
2014年10月にブローニュの森の敷地内にあるアクリマタシオン庭園の一角に開館したルイ・ヴィトン財団（Fondation Louis Vuitton）による美術館。
ネーミングの本来の意味は「ルイ・ヴィトン財団」で、アメリカの建築家、フランク・ゲーリーがガラスをメインにデザインした。
- 2015年4月1日～7月6日 「Keys to a Passion」展を開催 20世紀美術史の重要な作家として、カジミール・マレーヴィチ、エドヴァルド・ムンク、フランシス・ベーコン、アルベルト・ジャコメッティ、オットー・ディクス、ヘレン・シャルフベック、クロード・モネ、ピエト・モンドリアン、アクセリ・ガッレン＝カッレラ、フェルディナント・ホドラー、エミール・ノルデ、カジミール・マレーヴィチ、ピエト・モンドリアン、コンスタンティン・ブランクーシ、マーク・ロスコ、ピエール・ボナール、パブロ・ピカソ、ロベール・ドローネー、フェルナン・レジェ、フランシス・ピカビア、アンリ・マティス、ワシリー・カンディンスキー、フランティシェク・クプカ、ジーノ・セヴェリーニなどの作品を取り上げた[3]。

## 所蔵美術品
現代アートのコレクションで、静観、主観的表現主義、ポップ主義、音楽/サウンドの4つにまとめられている。

## 開館日・時間・入館料
- 月水木 12:00-19:00/金 12:00-23:00/土日 11:00-20:00
- 大人/€14（14ユーロ）割引料金有

## アクセス
- パリ地下鉄メトロ1号線レ・サブロン駅（Les Sablons）から徒歩で15分。
- シャルル・ド・ゴール広場からシャトルバスで

## 関連事項
- ルイ・ヴィトン
- アクリマタシオン公園